# Basketball-Südamerikameisterschaft der Damen 2014
Die Basketball-Südamerikameisterschaft der Damen 2014, die 34. Basketball-Südamerikameisterschaft der Damen, fand zwischen dem 14. und 18. August 2014 in Ambato, Ecuador statt, das zum fünften Mal die Meisterschaft ausrichtete. Gewinner war die Mannschaft Brasiliens, die ungeschlagen zum 25. Mal, zum 15. Mal in Folge, die Südamerikameisterschaft der Damen erringen konnte.

## Teilnehmende Mannschaften
Argentinien
| Position | #  | Name            | Größe (m) | Geburtsdatum       |
| -------- | -- | --------------- | --------- | ------------------ |
| F        | 4  | Macarena Rosset | 1,74      | 23. Februar 1991   |
| C        | 5  | Ornella Santana | 1,80      | 17. September 1990 |
| SF       | 6  | Paula Reggiardo | 1,78      | 31. August 1984    |
| C        | 7  | Natasha David   | 1,90      | 4. Oktober 1991    |
| SF       | 8  | Andrea Boquete  | 1,78      | 24. September 1990 |
| PG       | 9  | Nadia Flores    | 1,67      | 1. November 1990   |
| C        | 10 | Agostina Burani | 1,86      | 4. Oktober 1991    |
| PG       | 11 | Melisa Gretter  | 1,60      | 24. Januar 1993    |
| G        | 12 | Sandra Pavon    | 1,79      | 1. Juni 1985       |
| SG       | 13 | Natacha Perez   | 1,79      | 30. März 1991      |
| F        | 14 | Sthefany Thomas | 1,75      | 4. Mai 1989        |
| C        | 15 | Gisela Vega     | 1,85      | 14. März 1982      |

 Brasilien

| Position | #  | Name                | Größe (m) | Geburtsdatum       |
| -------- | -- | ------------------- | --------- | ------------------ |
| G        | 4  | Carina Martins      | 1,72      | 17. Februar 1992   |
| G        | 5  | Débora da Costa     | 1,64      | 12. August 1991    |
| F        | 6  | Joice Coelho        | 1,81      | 1. April 1993      |
| F        | 7  | Patricia Ribeiro    | 1,78      | 28. September 1990 |
| G        | 8  | Taina Da Paixao     | 1,72      | 29. November 1991  |
| G        | 9  | Jaqueline Silvestre | 1,78      | 17. Februar 1986   |
| F        | 10 | Tatiane Nascimento  | 1,80      | 16. Oktober 1990   |
| C        | 11 | Clarissa dos Santos | 1,90      | 10. März 1988      |
| F        | 12 | Isabela Macedo      | 1,79      | 23. Januar 1994    |
| C        | 13 | Fabiana Caetano     | 1,92      | 18. Januar 1991    |
| C        | 14 | Karina da Silva     | 1,87      | 24. Mai 1985       |
| F        | 15 | Izabela de Andrade  | 1,79      | 16. September 1986 |

 Chile

| Position | #  | Name              | Größe (m) | Geburtsdatum      |
| -------- | -- | ----------------- | --------- | ----------------- |
| G        | 4  | Paula Carrasco    | 1,61      | 17. Januar 1994   |
| SG       | 5  | Monserrat Videla  | 1,75      | 29. April 1992    |
| PG       | 6  | Sendy Basaez      | 1,73      | 3. Mai 1996       |
| C        | 7  | Ziomara Morrison  | 1,95      | 15. Februar 1989  |
| F        | 8  | Francisca Rojas   | 1,76      | 21. Januar 1993   |
| SG       | 9  | Marisol Gamboa    | 1,78      | 19. November 1985 |
| SG       | 10 | Barbara Cousiño   | 1,75      | 23. Mai 1996      |
| PF       | 11 | Jenifer Fuentes   | 1,86      | 11. März 1996     |
| C        | 12 | Catalina Abuyeres | 1,83      | 25. Februar 1997  |
| PF       | 13 | Milena Koljanin   | 1,82      | 5. August 1995    |
| G        | 14 | Estefania Vasquez |           | 13. Mai 1994      |
| C        | 15 | Romina Valenzuela | 1,78      | 18. Oktober 1986  |

 Ecuador

| Position | #  | Name             | Größe (m) | Geburtsdatum     |
| -------- | -- | ---------------- | --------- | ---------------- |
| G        | 4  | Tatiana Patiño   | 1,64      | 23. August 1990  |
| SG       | 5  | Marjorie Caicedo | 1,80      | 7. Mai 1990      |
| SG       | 6  | Rossana Pazmiño  | 1,78      | 10. April 1991   |
| C        | 7  | Liliana Angulo   | 1,83      | 14. Februar 1990 |
| SG       | 8  | Maria Vinueza    | 1,75      | 23. Juli 1985    |
| PF       | 9  | Dayanna Salcedo  | 1,79      | 13. Oktober 1989 |
| PG       | 10 | Leyda Macias     | 1,65      | 3. November 1983 |
| C        | 11 | María Mora       | 1,80      | 14. März 1992    |
| F        | 12 | Stephany Peña    | 1,72      | 10. Mai 1990     |
| G        | 13 | Doris Lasso      | 1,65      | 13. Juni 1993    |
| PF       | 14 | Anabel Barahona  | 1,79      | 10. August 1990  |
| C        | 15 | Maria Mogollon   | 1,84      | 28. Oktober 1994 |

 Paraguay

| Position | #  | Name                 | Größe (m) | Geburtsdatum     |
| -------- | -- | -------------------- | --------- | ---------------- |
| C        | 4  | Ilda Peña            | 1,89      | 9. Januar 1984   |
| PG       | 5  | Maria Mercado        | 1,65      | 16. Oktober 1989 |
| C        | 6  | Tamara Insfran       | 1,76      | 26. Juli 1989    |
| F        | 7  | Claudia Aponte       | 1,77      | 17. Januar 1991  |
| F        | 8  | Marta Peralta        | 1,71      | 16. Juli 1994    |
| PF       | 9  | Astrid Huttemann     | 1,78      | 4. April 1992    |
| G        | 10 | Johanna Ghiringhelli | 1,67      | 2. Januar 1986   |
| G        | 11 | María Caraves        | 1,69      | 31. Mai 1992     |
| F        | 12 | Andrea Gomez         | 1,78      | 28. Januar 1990  |
| PG       | 13 | Melina Perez         | 1,65      | 26. Januar 1989  |
| SF       | 14 | Rocio Insfran        | 1,75      | 30. Oktober 1993 |
| F        | 15 | Natalia Quevedo      | 1,70      | 13. Januar 1998  |

 Peru
| Position | #  | Name                 | Größe (m) | Geburtsdatum       |
| -------- | -- | -------------------- | --------- | ------------------ |
| PF       | 4  | Lorena Garcia        | 1,72      | 24. April 1994     |
| SG       | 5  | Daniela Porras       | 1,65      | 21. Oktober 1990   |
| SF       | 6  | Fiorella Debenedetti | 1,73      | 23. Juli 1986      |
| F        | 7  | Daniela Scamarone    | 1,77      | 7. Januar 1989     |
| G        | 8  | Ana Farfan           | 1,65      | 30. März 1993      |
| F        | 9  | Alessandra Vera      | 1,70      | 18. Dezember 1985  |
| PG       | 10 | Mariel Quiroz        | 1,70      | 12. August 1986    |
| F        | 11 | Gabriela Duarte      | 1,74      | 3. Mai 1989        |
| PF       | 12 | María Plasencia      | 1,72      | 13. September 1992 |
| C        | 13 | Ximena Vega          | 1,80      | 13. April 1990     |
| G        | 14 | Natalia Gómez        | 1,65      | 7. Dezember 1991   |
| C        | 15 | Belen Cueto          | 1,80      | 18. April 1982     |

 Uruguay
| Position | #  | Name                | Größe (m) | Geburtsdatum       |
| -------- | -- | ------------------- | --------- | ------------------ |
| PF       | 4  | Cindy Ezquiaga      | 1,80      | 26. November 1994  |
| PG       | 5  | Fiorella Martinelli | 1,65      | 9. August 1985     |
| PG       | 6  | Maria Guadalupe     | 1,74      | 27. Oktober 1990   |
| F        | 7  | Florencia Spinelli  | 1,75      | 24. Juni 1994      |
| G        | 8  | Camila dos Santos   | 1,68      | 26. September 1992 |
| PG       | 9  | Victoria Pereyra    | 1,71      | 19. Dezember 1986  |
| C        | 10 | Renee Dall’Orto     | 1,90      | 1. Januar 1987     |
| F        | 11 | Sabina Bello        | 1,77      | 25. März 1989      |
| PF       | 12 | Florencia Sergio    | 1,86      | 23. August 1995    |
| C        | 13 | Juliana Dibarboure  | 1,85      | 23. Januar 1989    |
| G        | 14 | Fernanda Midaglia   | 1,72      | 20. September 1995 |
| PF       | 15 | Florencia Somma     | 1,75      | 19. April 1988     |

 Venezuela
| Position | #  | Name             | Größe (m) | Geburtsdatum       |
| -------- | -- | ---------------- | --------- | ------------------ |
| F        | 4  | Cynthia Polanco  | 1,83      | 20. November 1985  |
| G        | 5  | Roselis Silva    | 1,65      | 1. August 1991     |
| C        | 6  | Yosimar Corrales | 1,80      | 5. Februar 1990    |
| F        | 7  | Irena Tazon      | 1,75      | 8. September 1986  |
| PF       | 8  | Ivaney Marquez   | 1,79      | 17. März 1983      |
| G        | 9  | Daniela Wallen   | 1,77      | 4. April 1995      |
| F        | 10 | Lusiana Ortega   | 1,73      | 22. September 1989 |
| G        | 11 | Mariana Duran    | 1,68      | 12. Mai 1993       |
| F        | 12 | Cleyder Blanco   | 1,83      | 12. Januar 1990    |
| SF       | 13 | Edicta Blanco    | 1,68      | 2. März 1993       |
| F        | 14 | Waleska Perez    | 1,77      | 17. Februar 1994   |
| PF       | 15 | Siuly Marcano    | 1,82      | 3. Januar 1996     |

## Schiedsrichter
Tessy Amasifuen 

Jose Diez 

Carol García 

Jose Juyo 

Humberto Muñoz 

Fernando Oliveira 

Dayana Oliveros 

Pablo Oyarzun 

Richard Pereira 

Dora Rodríguez 

Alvaro Torres 

Flavio Zavala

## Spielort
Gespielt wurde im 13.000 Zuschauer fassenden Coliseo Cerrado in Ambato.

## Modus
In der Vorrunde spielten je vier Mannschaften in zwei Gruppen (Gruppe A und B) gegeneinander. Die Gruppenersten und -zweiten zogen ins Halbfinale ein, wobei die Gruppenersten gegen die Gruppenzweiten der anderen Gruppe im KO-Modus antraten. Die anderen Plätze wurden in Klassifizierungsspielen nach demselben Verfahren ausgespielt.

## Ergebnisse

### Vorrunde
Gruppe A
| Platzierung | Mannschaft  | Punkte | G | V | Körbe   | Diff |
| ----------- | ----------- | ------ | - | - | ------- | ---- |
| 1           | Argentinien | 6      | 3 | 0 | 234:153 | +81  |
| 2           | Chile       | 5      | 2 | 1 | 227:210 | +17  |
| 3           | Paraguay    | 4      | 1 | 2 | 196:210 | −14  |
| 4           | Peru        | 3      | 0 | 3 | 146:230 | −84  |

| 14. August 14:00 | Report | Chile                                                                            | 76 – 56 | Peru                                                                                                | Coliseo Cerrado Schiedsrichter: Flavio Zavala, Richard Pereira, Dayana Oliveros |
| 14. August 14:00 | Report | Punkte pro Viertel: 17 : 20, 17 : 1, 24 : 19, 18 : 16                            |         | | Coliseo Cerrado Schiedsrichter: Flavio Zavala, Richard Pereira, Dayana Oliveros |
| 14. August 14:00 | Report | Punkte: Z. Morrison 21 Rebounds: Z. Morrison 13 Assists: M. Gamboa, B. Cousiño 2 |         | Punkte: D. Porras, M. Plasencia 14 Rebounds: M. Quiroz, M. Plasencia 6 Assists: fünf Spielerinnen 1 | Coliseo Cerrado Schiedsrichter: Flavio Zavala, Richard Pereira, Dayana Oliveros |
| 14. August 14:00 | Report |                                                                                  |         | | Coliseo Cerrado Schiedsrichter: Flavio Zavala, Richard Pereira, Dayana Oliveros |

| 14. August 18:00 | Report | Argentinien                                                   | 77 – 45 | Paraguay                                                                            | Coliseo Cerrado Schiedsrichter: Fernando Oliveira, Humberto Muñoz, Carol García |
| 14. August 18:00 | Report | Punkte pro Viertel: 14 : 9, 16 : 7, 25 : 14, 22 : 15          |         |                                                                                     | Coliseo Cerrado Schiedsrichter: Fernando Oliveira, Humberto Muñoz, Carol García |
| 14. August 18:00 | Report | Punkte: G. Vega 20 Rebounds: G. Vega 19 Assists: M. Gretter 8 |         | Punkte: M. Peralta 10 Rebounds: drei Spielerinnen 4 Assists: T. Insfran, A. Gomez 2 | Coliseo Cerrado Schiedsrichter: Fernando Oliveira, Humberto Muñoz, Carol García |
| 14. August 18:00 | Report |                                                               |         |                                                                                     | Coliseo Cerrado Schiedsrichter: Fernando Oliveira, Humberto Muñoz, Carol García |

| 15. August 14:00 | Report | Paraguay                                                           | 80 – 91 | Chile                                                                              | Coliseo Cerrado Schiedsrichter: Fernando Oliveira, Richard Pereira, Flavio Zavala |
| 15. August 14:00 | Report | Punkte pro Viertel: 25 : 23, 18 : 18, 13 : 25, 24 : 25             |         |                                                                                    | Coliseo Cerrado Schiedsrichter: Fernando Oliveira, Richard Pereira, Flavio Zavala |
| 15. August 14:00 | Report | Punkte: M. Mercado 21 Rebounds: M. Caraves 5 Assists: M. Caraves 4 |         | Punkte: Z. Morrison 28 Rebounds: Z. Morrison 18 Assists: P. Carrasco, B. Cousiño 4 | Coliseo Cerrado Schiedsrichter: Fernando Oliveira, Richard Pereira, Flavio Zavala |
| 15. August 14:00 | Report |                                                                    |         |                                                                                    | Coliseo Cerrado Schiedsrichter: Fernando Oliveira, Richard Pereira, Flavio Zavala |

| 15. August 16:00 | Report | Peru                                                                          | 48 – 83 | Argentinien                                                 | Coliseo Cerrado Schiedsrichter: Humberto Muñoz, Dayana Oliveros, Carol García |
| 15. August 16:00 | Report | Punkte pro Viertel: 17 : 11, 4 : 29, 15 : 17, 12 : 26                         |         |                                                             | Coliseo Cerrado Schiedsrichter: Humberto Muñoz, Dayana Oliveros, Carol García |
| 15. August 16:00 | Report | Punkte: M. Plasencia 11 Rebounds: vier Spielerinnen 3 Assists: M. Plasencia 2 |         | Punkte: G. Vega 16 Rebounds: G. Vega 12 Assists: S. Pavon 5 | Coliseo Cerrado Schiedsrichter: Humberto Muñoz, Dayana Oliveros, Carol García |
| 15. August 16:00 | Report |                                                                               |         |                                                             | Coliseo Cerrado Schiedsrichter: Humberto Muñoz, Dayana Oliveros, Carol García |

| 16. August 14:00 | Report | Peru                                                               | 42 – 71 | Paraguay                                                             | Coliseo Cerrado Schiedsrichter: Humberto Muñoz, Dayana Oliveros, Carol García |
| 16. August 14:00 | Report | Punkte pro Viertel: 6 : 19, 12 : 9, 7 : 19, 17 : 24                |         |                                                                      | Coliseo Cerrado Schiedsrichter: Humberto Muñoz, Dayana Oliveros, Carol García |
| 16. August 14:00 | Report | Punkte: M. Plasencia 9 Rebounds: X. Vega 7 Assists: M. Plasencia 4 |         | Punkte: C. Aponte 18 Rebounds: I. Peña 10 Assists: J. Ghiringhelli 6 | Coliseo Cerrado Schiedsrichter: Humberto Muñoz, Dayana Oliveros, Carol García |
| 16. August 14:00 | Report |                                                                    |         |                                                                      | Coliseo Cerrado Schiedsrichter: Humberto Muñoz, Dayana Oliveros, Carol García |

| 16. August 18:00 | Report | Argentinien                                                     | 74 – 60 | Chile                                                                 | Coliseo Cerrado Schiedsrichter: Fernando Zavala, Flavio Zavala, Richard Pereira |
| 16. August 18:00 | Report | Punkte pro Viertel: 17 : 13, 24 : 18, 16 : 15, 17 : 14          |         |                                                                       | Coliseo Cerrado Schiedsrichter: Fernando Zavala, Flavio Zavala, Richard Pereira |
| 16. August 18:00 | Report | Punkte: S. Thomas 17 Rebounds: A. Boquete 7 Assists: S. Pavon 5 |         | Punkte: Z. Morrison 30 Rebounds: Z. Morrison 18 Assists: J. Fuentes 3 | Coliseo Cerrado Schiedsrichter: Fernando Zavala, Flavio Zavala, Richard Pereira |
| 16. August 18:00 | Report |                                                                 |         |                                                                       | Coliseo Cerrado Schiedsrichter: Fernando Zavala, Flavio Zavala, Richard Pereira |

Gruppe B
| Platzierung | Mannschaft | Punkte | G | V | Körbe   | Diff |
| ----------- | ---------- | ------ | - | - | ------- | ---- |
| 1           | Brasilien  | 6      | 3 | 0 | 251:144 | +107 |
| 2           | Venezuela  | 5      | 2 | 1 | 197:183 | +14  |
| 3           | Ecuador    | 4      | 1 | 2 | 184:180 | +4   |
| 4           | Uruguay    | 3      | 0 | 3 | 121:246 | −125 |

| 14. August 16:00 | Report | Brasilien                                                                  | 84 – 65 | Venezuela                                                     | Coliseo Cerrado Schiedsrichter: Alvaro Torres, Pablo Oyarzun, Tessy Amasifuen |
| 14. August 16:00 | Report | Punkte pro Viertel: 30 : 8, 15 : 28, 26 : 13, 13 : 16                      |         |                                                               | Coliseo Cerrado Schiedsrichter: Alvaro Torres, Pablo Oyarzun, Tessy Amasifuen |
| 14. August 16:00 | Report | Punkte: J. Silvestre 21 Rebounds: C. dos Santos 14 Assists: T. Da Paixao 5 |         | Punkte: D. Wallen 30 Rebounds: W. Perez 7 Assists: W. Perez 4 | Coliseo Cerrado Schiedsrichter: Alvaro Torres, Pablo Oyarzun, Tessy Amasifuen |
| 14. August 16:00 | Report |                                                                            |         |                                                               | Coliseo Cerrado Schiedsrichter: Alvaro Torres, Pablo Oyarzun, Tessy Amasifuen |

| 14. August 20:00 | Report | Ecuador                                                                | 79 – 48 | Uruguay                                                              | Coliseo Cerrado Schiedsrichter: Jose Juyo, Dora Rodríguez, Jose Diez |
| 14. August 20:00 | Report | Punkte pro Viertel: 22 : 9, 20 : 16, 23 : 5, 14 : 18                   |         |                                                                      | Coliseo Cerrado Schiedsrichter: Jose Juyo, Dora Rodríguez, Jose Diez |
| 14. August 20:00 | Report | Punkte: D. Salcedo 21 Rebounds: M. Mora 8 Assists: drei Spielerinnen 2 |         | Punkte: V. Pereyra 17 Rebounds: M. Guadalupe 6 Assists: V. Pereyra 2 | Coliseo Cerrado Schiedsrichter: Jose Juyo, Dora Rodríguez, Jose Diez |
| 14. August 20:00 | Report |                                                                        |         |                                                                      | Coliseo Cerrado Schiedsrichter: Jose Juyo, Dora Rodríguez, Jose Diez |

| 15. August 18:00 | Report | Uruguay                                                                                 | 30 – 95 | Brasilien                                                              | Coliseo Cerrado Schiedsrichter: Dora Rodríguez, Jose Diez, Tessy Amasifuen |
| 15. August 18:00 | Report | Punkte pro Viertel: 4 : 23, 7 : 28, 9 : 26, 10 : 18                                     |         |                                                                        | Coliseo Cerrado Schiedsrichter: Dora Rodríguez, Jose Diez, Tessy Amasifuen |
| 15. August 18:00 | Report | Punkte: V. Pereyra 10 Rebounds: drei Spielerinnen 6 Assists: V. Pereyra, M. Guadalupe 1 |         | Punkte: P.Ribeiro 18 Rebounds: C. dos Santos 9 Assists: T. Da Paixao 2 | Coliseo Cerrado Schiedsrichter: Dora Rodríguez, Jose Diez, Tessy Amasifuen |
| 15. August 18:00 | Report |                                                                                         |         |                                                                        | Coliseo Cerrado Schiedsrichter: Dora Rodríguez, Jose Diez, Tessy Amasifuen |

| 15. August 20:00 | Report | Venezuela                                                       | 60 – 56 | Ecuador                                                                         | Coliseo Cerrado Schiedsrichter: Alvaro Torres, Jose Juyo, Pablo Oyarsun |
| 15. August 20:00 | Report | Punkte pro Viertel: 16 : 8, 16 : 18, 13 : 19, 15 : 11           |         |                                                                                 | Coliseo Cerrado Schiedsrichter: Alvaro Torres, Jose Juyo, Pablo Oyarsun |
| 15. August 20:00 | Report | Punkte: W. Perez 17 Rebounds: D. Wallen 9 Assists: I. Marquez 3 |         | Punkte: R. Pazmiño, D. Salcedo 13 Rebounds: D. Salcedo 12 Assists: D. Salcedo 4 | Coliseo Cerrado Schiedsrichter: Alvaro Torres, Jose Juyo, Pablo Oyarsun |
| 15. August 20:00 | Report |                                                                 |         |                                                                                 | Coliseo Cerrado Schiedsrichter: Alvaro Torres, Jose Juyo, Pablo Oyarsun |

| 16. August 16:00 | Report | Uruguay                                                                       | 43 – 72 | Venezuela                                                       | Coliseo Cerrado Schiedsrichter: Jose Juyo, Pablo Oyarzun, Tessy Amasifuen |
| 16. August 16:00 | Report | Punkte pro Viertel: 11 : 15, 8 : 26, 14 : 13, 10 : 18                         |         |                                                                 | Coliseo Cerrado Schiedsrichter: Jose Juyo, Pablo Oyarzun, Tessy Amasifuen |
| 16. August 16:00 | Report | Punkte: V. Pereyra 12 Rebounds: F. Somma 9 Assists: F. Martinelli, F. Somma 2 |         | Punkte: D. Wallen 21 Rebounds: D. Wallen 15 Assists: W. Perez 3 | Coliseo Cerrado Schiedsrichter: Jose Juyo, Pablo Oyarzun, Tessy Amasifuen |
| 16. August 16:00 | Report |                                                                               |         |                                                                 | Coliseo Cerrado Schiedsrichter: Jose Juyo, Pablo Oyarzun, Tessy Amasifuen |

| 16. August 20:00 | Report | Ecuador                                                           | 49 – 72 | Brasilien                                                                   | Coliseo Cerrado Schiedsrichter: Dora Rodriguez, Alvaro Torres, José Diez |
| 16. August 20:00 | Report | Punkte pro Viertel: 18 : 33, 14 : 7, 5 : 11, 12 : 21              |         |                                                                             | Coliseo Cerrado Schiedsrichter: Dora Rodriguez, Alvaro Torres, José Diez |
| 16. August 20:00 | Report | Punkte: R. Pazmiño 12 Rebounds: L. Angulo 6 Assists: D. Salcedo 4 |         | Punkte: C. dos Santos 24 Rebounds: C. dos Santos 16 Assists: T. Da Paixao 2 | Coliseo Cerrado Schiedsrichter: Dora Rodriguez, Alvaro Torres, José Diez |
| 16. August 20:00 | Report |                                                                   |         |                                                                             | Coliseo Cerrado Schiedsrichter: Dora Rodriguez, Alvaro Torres, José Diez |

### Spiele um Platz fünf bis acht
| Halbfinale 17. August 2014 | Halbfinale 17. August 2014 | Halbfinale 17. August 2014 |                       |          | Finale 18. August 2014 | Finale 18. August 2014 | Finale 18. August 2014 |
|                            |                            |                            |                       |          |                        |                        |                        |
| A3                         | Paraguay                   | 77                         |                       |          |                        |                        |                        |
| B4                         | Uruguay                    | 59                         |                       |          | Spiel um Platz fünf    | Spiel um Platz fünf    | Spiel um Platz fünf    |
|                            |                            |                            | A3                    | Paraguay | 68                     |                        |                        |
|                            |                            |                            |                       | B3       | Ecuador                | 71                     |                        |
| B3                         | Ecuador                    | 80                         |                       |          |                        |                        |                        |
| A4                         | Peru                       | 54                         |                       |          |                        |                        |                        |
|                            |                            |                            | Spiel um Platz sieben |          |                        |                        |                        |
|                            |                            |                            | B4                    | Uruguay  | 70                     |                        |                        |
| A4                         | Peru                       | 57                         |                       |          |                        |                        |                        |
|                            |                            |                            |                       |          |                        |                        |                        |

| 17. August 14:00 | Report | Paraguay                                                                          | 77 – 59 | Uruguay                                                             | Coliseo Cerrado Schiedsrichter: Fernando Oliviera, Dora Rodríguez, Tessy Amasifuen |
| 17. August 14:00 | Report | Punkte pro Viertel: 12 : 15, 25 : 9, 29 : 19, 11 : 16                             |         |                                                                     | Coliseo Cerrado Schiedsrichter: Fernando Oliviera, Dora Rodríguez, Tessy Amasifuen |
| 17. August 14:00 | Report | Punkte: M. Mercado 18 Rebounds: I. Peña 13 Assists: M. Peralta, J. Ghiringhelli 2 |         | Punkte: F. Martinelli 19 Rebounds: V. Pereyra 5 Assists: S. Bello 3 | Coliseo Cerrado Schiedsrichter: Fernando Oliviera, Dora Rodríguez, Tessy Amasifuen |
| 17. August 14:00 | Report |                                                                                   |         |                                                                     | Coliseo Cerrado Schiedsrichter: Fernando Oliviera, Dora Rodríguez, Tessy Amasifuen |

| 17. August 16:00 | Report | Ecuador                                                                   | 80 – 54 | Peru                                                                               | Coliseo Cerrado Schiedsrichter: Dayana Oliveros, Pablo Oyarzun, Carol García |
| 17. August 16:00 | Report | Punkte pro Viertel: 18 : 12, 20 : 16, 24 : 14, 18 : 12                    |         |                                                                                    | Coliseo Cerrado Schiedsrichter: Dayana Oliveros, Pablo Oyarzun, Carol García |
| 17. August 16:00 | Report | Punkte: D. Salcedo 17 Rebounds: T. Patiño 8 Assists: sechs Spielerinnen 2 |         | Punkte: M. Plasencia 16 Rebounds: F. Debenedetti 6 Assists: D. Porras, A. Farfan 2 | Coliseo Cerrado Schiedsrichter: Dayana Oliveros, Pablo Oyarzun, Carol García |
| 17. August 16:00 | Report |                                                                           |         |                                                                                    | Coliseo Cerrado Schiedsrichter: Dayana Oliveros, Pablo Oyarzun, Carol García |

#### Spiel um Platz sieben
| 18. August 14:00 | Report | Uruguay                                                                    | 70 – 57 | Peru                                                                 | Coliseo Cerrado Schiedsrichter: Flavio Zavala, José Diez, Carol García |
| 18. August 14:00 | Report | Punkte pro Viertel: 16 : 12, 14 : 16, 12 : 11, 28 : 18                     |         |                                                                      | Coliseo Cerrado Schiedsrichter: Flavio Zavala, José Diez, Carol García |
| 18. August 14:00 | Report | Punkte: S. Bello 14 Rebounds: V. Pereyra 8 Assists: V. Pereyra, F. Somma 5 |         | Punkte: M. Plasencia 19 Rebounds: X. Vega 15 Assists: M. Plasencia 2 | Coliseo Cerrado Schiedsrichter: Flavio Zavala, José Diez, Carol García |
| 18. August 14:00 | Report |                                                                            |         |                                                                      | Coliseo Cerrado Schiedsrichter: Flavio Zavala, José Diez, Carol García |

#### Spiel um Platz fünf
| 18. August 16:00 | Report | Paraguay                                                                    | 68 – 71 | Ecuador                                                            | Coliseo Cerrado Schiedsrichter: Pablo Oyarzun, Dayana Oliveros, Tessy Amasifuen |
| 18. August 16:00 | Report | Punkte pro Viertel: 19 : 14, 12 : 21, 19 : 17, 11 : 9. Overtime/s: 7 ; 10   |         |                                                                    | Coliseo Cerrado Schiedsrichter: Pablo Oyarzun, Dayana Oliveros, Tessy Amasifuen |
| 18. August 16:00 | Report | Punkte: M. Caraves 14 Rebounds: I. Peña, M. Mercado 7 Assists: M. Mercado 3 |         | Punkte: D. Salcedo 23 Rebounds: D. Salcedo 10 Assists: L. Macias 4 | Coliseo Cerrado Schiedsrichter: Pablo Oyarzun, Dayana Oliveros, Tessy Amasifuen |
| 18. August 16:00 | Report |                                                                             |         |                                                                    | Coliseo Cerrado Schiedsrichter: Pablo Oyarzun, Dayana Oliveros, Tessy Amasifuen |

### Halbfinale
| Halbfinale 17. August 2014 | Halbfinale 17. August 2014 | Halbfinale 17. August 2014 |                     |             | Finale 18. August 2014 | Finale 18. August 2014 | Finale 18. August 2014 |
|                            |                            |                            |                     |             |                        |                        |                        |
| A1                         | Argentinien                | 75                         |                     |             |                        |                        |                        |
| B2                         | Venezuela                  | 54                         |                     |             | Finale                 | Finale                 | Finale                 |
|                            |                            |                            | A1                  | Argentinien | 47                     |                        |                        |
|                            |                            |                            |                     | B1          | Brasilien              | 59                     |                        |
| B1                         | Brasilien                  | 91                         |                     |             |                        |                        |                        |
| A2                         | Chile                      | 58                         |                     |             |                        |                        |                        |
|                            |                            |                            | Spiel um Platz drei |             |                        |                        |                        |
|                            |                            |                            | B2                  | Venezuela   | 72                     |                        |                        |
| A2                         | Chile                      | 54                         |                     |             |                        |                        |                        |
|                            |                            |                            |                     |             |                        |                        |                        |

| 17. August 18:00 | Report | Argentinien                                                      | 75 – 54 | Venezuela                                                      | Coliseo Cerrado Schiedsrichter: Richard Pereira, Humberto Muñoz, José Diez |
| 17. August 18:00 | Report | Punkte pro Viertel: 24 : 17, 6 : 19, 21 : 13, 24 : 5             |         |                                                                | Coliseo Cerrado Schiedsrichter: Richard Pereira, Humberto Muñoz, José Diez |
| 17. August 18:00 | Report | Punkte: A. Boquete 29 Rebounds: A. Burani 7 Assists: M. Rosset 5 |         | Punkte: D. Wallen 17 Rebounds: D. Wallen 7 Assists: W. Perez 4 | Coliseo Cerrado Schiedsrichter: Richard Pereira, Humberto Muñoz, José Diez |
| 17. August 18:00 | Report |                                                                  |         |                                                                | Coliseo Cerrado Schiedsrichter: Richard Pereira, Humberto Muñoz, José Diez |

| 17. August 20:00 | Report | Brasilien                                                                    | 91 – 58 | Chile                                                                  | Coliseo Cerrado Schiedsrichter: Alvaro Torres, Jose Juyo, Flavio Zavala |
| 17. August 20:00 | Report | Punkte pro Viertel: 22 : 11, 16 : 18, 28 : 15, 25 : 14                       |         |                                                                        | Coliseo Cerrado Schiedsrichter: Alvaro Torres, Jose Juyo, Flavio Zavala |
| 17. August 20:00 | Report | Punkte: C. dos Santos 17 Rebounds: C. dos Santos 12 Assists: C. dos Santos 4 |         | Punkte: Z. Morrison 23 Rebounds: Z. Morrison 11 Assists: P. Carrasco 6 | Coliseo Cerrado Schiedsrichter: Alvaro Torres, Jose Juyo, Flavio Zavala |
| 17. August 20:00 | Report |                                                                              |         |                                                                        | Coliseo Cerrado Schiedsrichter: Alvaro Torres, Jose Juyo, Flavio Zavala |

### Spiel um Platz drei
| 18. August 18:00 | Report | Venezuela                                                                   | 72 – 54 | Chile                                                                 | Coliseo Cerrado Schiedsrichter: Fernando Oliviera, Dora Rodriguez, José Juyo |
| 18. August 18:00 | Report | Punkte pro Viertel: 15 : 17, 13 : 9, 18 : 9, 26 : 19                        |         |                                                                       | Coliseo Cerrado Schiedsrichter: Fernando Oliviera, Dora Rodriguez, José Juyo |
| 18. August 18:00 | Report | Punkte: Y. Corrales 26 Rebounds: W. Perez 8 Assists: I. Marquez, W. Perez 4 |         | Punkte: Z. Morrison 36 Rebounds: Z. Morrison 13 Assists: B. Cousiño 3 | Coliseo Cerrado Schiedsrichter: Fernando Oliviera, Dora Rodriguez, José Juyo |
| 18. August 18:00 | Report |                                                                             |         |                                                                       | Coliseo Cerrado Schiedsrichter: Fernando Oliviera, Dora Rodriguez, José Juyo |

### Finale
| 18. August 20:00 | Report | Argentinien                                                        | 47 – 59 | Brasilien                                                                  | Coliseo Cerrado Schiedsrichter: Richard Pereira, Humberto Muñoz, Alvaro Torres |
| 18. August 20:00 | Report | Punkte pro Viertel: 14 : 14, 13 : 14, 13 : 14, 7 : 17              |         |                                                                            | Coliseo Cerrado Schiedsrichter: Richard Pereira, Humberto Muñoz, Alvaro Torres |
| 18. August 20:00 | Report | Punkte: M. Gretter 16 Rebounds: M. Gretter 9 Assists: M. Gretter 5 |         | Punkte: J. Silvestre 15 Rebounds: C. dos Santos 18 Assists: T. Da Paixao 5 | Coliseo Cerrado Schiedsrichter: Richard Pereira, Humberto Muñoz, Alvaro Torres |
| 18. August 20:00 | Report |                                                                    |         |                                                                            | Coliseo Cerrado Schiedsrichter: Richard Pereira, Humberto Muñoz, Alvaro Torres |

| Brasilien                       |
| Meister Brasilien               |
| Fünfundzwanzigste Meisterschaft |

## Individuelle Statistiken

### Punkte
| Gesamt | Gesamt              | Gesamt | pro Spiel | pro Spiel           | pro Spiel    |
| Platz  | Name                | Anzahl | Platz     | Name                | Durchschnitt |
| ------ | ------------------- | ------ | --------- | ------------------- | ------------ |
| 1      | Ziomara Morrison    | 138    | 1         | Ziomara Morrison    | 27,6         |
| 2      | Dayanna Salcedo     | 84     | 2         | Dayanna Salcedo     | 16,8         |
| 3      | Clarissa dos Santos | 79     | 3         | Clarissa dos Santos | 15,8         |
| 4      | Daniela Wallen      | 78     | 4         | Daniela Wallen      | 15,6         |
| 5      | Andrea Boquete      | 74     | 5         | Andrea Boquete      | 14,8         |

### Rebounds
| Gesamt | Gesamt              | Gesamt | pro Spiel | pro Spiel           | pro Spiel    |
| Platz  | Name                | Anzahl | Platz     | Name                | Durchschnitt |
| ------ | ------------------- | ------ | --------- | ------------------- | ------------ |
| 1      | Ziomara Morrison    | 73     | 1         | Ziomara Morrison    | 14,6         |
| 2      | Clarissa dos Santos | 69     | 2         | Clarissa dos Santos | 13,8         |
| 3      | Karina da Silva     | 42     | 3         | Gisela Vega         | 11,3         |
| 4      | Daniela Wallen      | 41     | 4         | Karina da Silva     | 8,4          |
| 5      | Ida Peña            | 35     | 5         | Daniela Wallen      | 8,2          |

### Assists
| Gesamt | Gesamt          | Gesamt | pro Spiel | pro Spiel       | pro Spiel    |
| Platz  | Name            | Anzahl | Platz     | Name            | Durchschnitt |
| ------ | --------------- | ------ | --------- | --------------- | ------------ |
| 1      | Melisa Gretter  | 22     | 1         | Melisa Gretter  | 4,4          |
| 2      | Taina da Paixao | 18     | 2         | Taina da Paixao | 3,6          |
| 3      | Waleska Perez   | 17     | 3         | Waleska Perez   | 3,4          |
| 4      | Paula Carrasco  | 13     | 4         | Paula Carrasco  | 2,6          |
|        | Macarena Rosset | 13     | 5         | Macarena Rosset | 2,6          |

### Steals
| Gesamt | Gesamt              | Gesamt | pro Spiel | pro Spiel           | pro Spiel    |
| Platz  | Name                | Anzahl | Platz     | Name                | Durchschnitt |
| ------ | ------------------- | ------ | --------- | ------------------- | ------------ |
| 1      | Clarissa dos Santos | 18     | 1         | Clarissa dos Santos | 3,6          |
| 2      | Roselis Silva       | 17     | 2         | Roselis Silva       | 3,4          |
| 3      | Melisa Gretter      | 14     | 3         | Melisa Gretter      | 2,8          |
| 4      | Victoria Pereyra    | 13     | 4         | Victoria Pereyra    | 2,6          |
|        | Daniela Wallen      | 13     |           | Daniela Wallen      | 2,6          |

### Blocks
| Gesamt | Gesamt           | Gesamt | pro Spiel | pro Spiel        | pro Spiel    |
| Platz  | Name             | Anzahl | Platz     | Name             | Durchschnitt |
| ------ | ---------------- | ------ | --------- | ---------------- | ------------ |
| 1      | María Mora       | 7      | 1         | María Mora       | 1,4          |
| 2      | Agostina Burani  | 6      | 2         | Agostina Burani  | 1,2          |
|        | Victoria Pereyra | 6      |           | Victoria Pereyra | 1,2          |
|        | Florencia Somma  | 6      |           | Florencia Somma  | 1,2          |
| 3      | Xemina Vega      | 5      | 3         | Xemina Vega      | 1            |

## Abschlussplatzierung
| Rang | Mannschaft  |
| ---- | ----------- |
| 1    | Brasilien   |
| 2    | Argentinien |
| 3    | Venezuela   |
| 4    | Chile       |
| 5    | Ecuador     |
| 6    | Paraguay    |
| 7    | Uruguay     |
| 8    | Peru        |